# Söderstadion
Söderstadion era um estádio de futebol localizado em Estocolmo, Suécia. Foi construído em 1966, e inaugurado em 1967.Tinha capacidade para 16.197 pessoas, e recebia os jogos do clube Hammarby IF.
O Söderstadion foi fechado em 2013, e sua última partida foi entre o time da casa Hammarby IF e o Ângelholm, no dia 23 de junho de 2013.